# رودولف شونهیمر
رودولف شونهیمر (آلمانی: Rudolph Schoenheimer؛ زاده ۱۰ مه ۱۸۹۸ درگذشته ۱۱ سپتامبر ۱۹۴۱) یک دانشمند در زمینه زیست‌شیمی اهل آلمان بود.